# Линия Тейсейра — Торнквиста
Линия (зона) Тейсейра — Торнквиста — краевой шов Восточно-Европейской платформы.
Отделяет Западно-Европейскую молодую платформу от Балтийско-Приднестровской зоны перикратонных прогибов на западе древней Восточно-Европейской платформы. Состоит из серии протяженных региональных разломов, выраженных зоной ультрамилонитов и бластомилонитов, входит в более протяжённый Добруджско-Североморский линеамент земной коры.